# Eva Saldaña
Eva Saldaña Buenache (Madrid, 1977) es una ecóloga y activista ambiental española, que en 2021 fue nombrada directora de Greenpeace España.

## Trayectoria
Saldaña nació en Madrid en 1977. Se licenció en Ciencias biológicas en la Universidad Autónoma de Madrid y se especializó en ecología. Estudió diseño de sistemas complejos sostenibles en Gaia Education y se formó en desarrollo de liderazgo y organizaciones en ESADE y ACG/VitalWorks. Se convirtió en experta en educación ambiental y en procesos de movilización social.
En 2004 se convirtió en educadora ambiental en Greenpeace y en miembro de su red de voluntariado. En 2012, se convirtió en directora de movilización en esa organización y en responsable de la creación de su centro de activismo.
Ejerció como responsable de la Cooperación internacional y, dentro de SPERI (Social Policy Ecology Research Institute), en responsable de la Red de Centros de Desarrollo de Liderazgo de Jóvenes Indígenas en Agroecología en Vietnam. En la región del Mekong y Buthan, Saldaña colaboró en la fundación de la red TOA (Towards Organic Asia). Trabajó también en diversos proyectos ambientales en Costa Rica, Amazonía del Perú y la Patagonia argentina.
En 2020, publicó el libro infantil No hay planeta B. Cuidemos la vida en la tierra, ilustrado por Oyematias, nombre artístico de Mathias Sielfeld.
En 2021, fue nombrada directora ejecutiva de Greenpeace España, sucediendo en el cargo a Mario Rodríguez.

## Reconocimientos
En 2022, fue incluida entre las 10 personas más influyentes de España en el ámbito de la sostenibilidad.

## Obra
- Saldaña, Eva. 2020. No hay planeta B. Cuidemos la vida en la tierra. Ed. Beascoa. ISBN 9788448854621.[8]